# JaAZ-214
Der JaAZ-214 (russisch ЯАЗ-214) war ein schwerer dreiachsiger Lastkraftwagen mit Allradantrieb des sowjetischen Herstellers Jaroslawski Awtomobilny Sawod, kurz JaAZ. Die Entwicklung des Fahrzeugs begann 1950, die Serienfertigung in der zweiten Hälfte der 1950er-Jahre. Nach dem Produktionsende bei JaAZ im Jahr 1959 wurde er bei KrAZ unter der Bezeichnung KrAZ-214 noch bis 1963 nahezu unverändert weitergebaut.

## Fahrzeuggeschichte

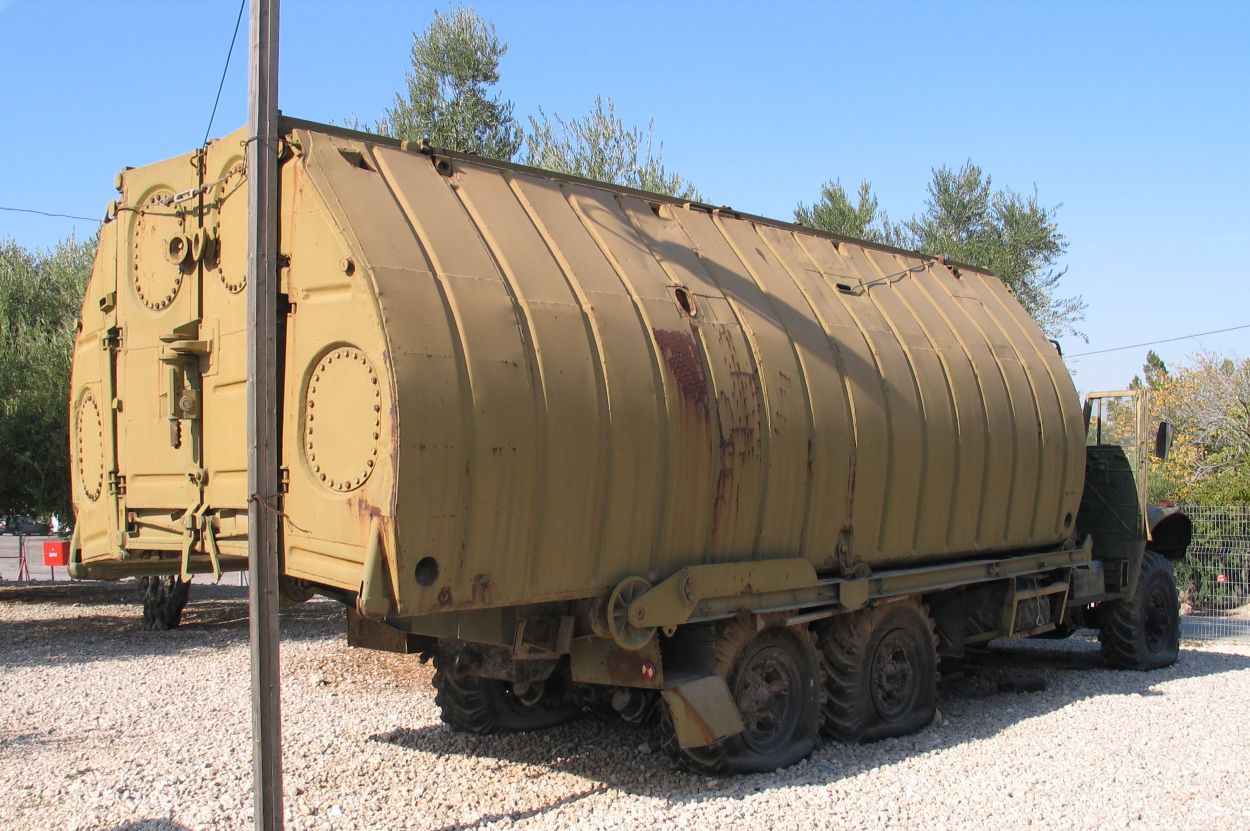
Dasselbe Fahrzeug (Pontonleger) von hinten fotografiert (2005)

Der JaAZ-214 wurde ab 1950 aus dem JaAZ-210 heraus im Jaroslawler Werk neu entwickelt. Erste Prototypen kamen 1951 an die Öffentlichkeit. Sie hatten noch das Fahrerhaus des JaAZ-210 mit rundlichem Kühlergrill und anders geformten Kotflügeln. Die Serienfertigung begann entweder 1956 oder 1957. Etwa zum gleichen Zeitpunkt begann das Werk auch mit der Fertigung des zivilen JaAZ-219 ohne Allradantrieb. Beide Fahrzeuge verwendeten die gleiche überarbeitete und geringfügig verlängerte Fahrerkabine mit eckigem Kühlergrill, einem zusätzlichen Schutzgitter und überarbeiteten Kotflügeln.
Wie auch beim JaAZ-210 wurde ein Sechszylinder-Zweitakt-Dieselmotor aus hauseigener Produktion verwendet. Jedoch wurde die Leistung auf 205 PS (151 kW) gesteigert. Damit war der JaAZ-214 der erste schwere geländegängige Lkw aus sowjetischer Produktion, der über einen Dieselmotor verfügte. Anders als bei den Modellen ohne Allradantrieb wurden große Niederdruckreifen montiert, auf Doppelbereifung an den Hinterachsen wurde verzichtet. Zudem erhielt der Lastwagen eine deutlich kürzere Ladefläche und ein zweistufiges Untersetzungsgetriebe. Dieses ermöglicht auch die hohe Anhängelast von bis zu 50 Tonnen auf befestigten Straßen. Wird sie erreicht, steigt der Kraftstoffverbrauch des fast 70 Tonnen schweren Lastzugs auf über 130 l pro 100 km an.
Bis 1959 wurden 1265 Lastkraftwagen dieses Typs bei JaAZ produziert. Anschließend wurde die komplette Fertigung nach Krementschuk in die Ukrainischen Sozialistischen Sowjetrepublik zu KrAZ abgegeben, JaAZ baute fortan Dieselmotoren. Bei KrAZ entfiel einzig die Kühlerfigur, der für die Jaroslawler Fahrzeuge typische Bär. Ansonsten wurde das Fahrzeug unverändert bis 1963 und mit leichten Überarbeitungen bis 1967 als KrAZ-214 produziert.
Der JaAZ-214 diente, wie auch seine Nachfolger, in größerem Umfang in der Sowjetarmee. Insbesondere wurden auf ihm schwere Waffensysteme und Baumaschinen untergebracht. Er war Basis für verschiedene Mobilbagger, das Mehrfachraketenwerfersystem BM-25, das Flugabwehrraketensystem S-125 Newa und Transportfahrzeug für die unbemannte Drohne Tupolew Tu-121 (später durch den MAZ-535 ersetzt). Zudem wurde er in Kombination mit speziellen Anhängern als Zugfahrzeug für weitere ballistische Raketen genutzt und fand Verwendung als Pontonleger. Auch als Sattelzugmaschine diente er auf Flugplätzen zusammen mit entsprechenden Aufliegern als Betankungsfahrzeug.

## Technische Daten
Für den ab 1956/57 gefertigten JaAZ-214, soweit bekannt.
- Motor: Sechszylinder-Zweitakt-Dieselmotor
- Motortyp: JaAZ-206B
- Leistung: 205 PS (151 kW) bei 2000 min−1
- Hubraum: 6970 cm³
- Bohrung: 108 mm
- Hub: 127 mm
- Kompression: 17:1
- Getriebe: mechanisches Schaltgetriebe, 5 Vorwärtsgänge, 1 Rückwärtsgang, erster Gang unsynchronisiert
- Untersetzung: Zweistufige Geländeuntersetzung
- Verbrauch: 
  - 070 l/100 km bei durchschnittlich 45 km/h und ohne Anhänger
  - 086 l/100 km bei durchschnittlich 40 km/h und 15,5 Tonnen Anhängelast
  - 135 l/100 km bei durchschnittlich 30 km/h und 50 Tonnen Anhängelast
- Tankinhalt: 2 × 225 l
- Höchstgeschwindigkeit: 55 km/h
- pneumatische Lenkhilfe
- Antriebsformel: 6×6 (zuschaltbarer Allradantrieb)

Abmessungen und Gewichte
- Länge: 8530 mm
- Breite: 2700 mm
- Höhe: 3170 mm über Plane
- Bodenfreiheit: 360 mm unter der Hinterachse
- Radstand: 4600 + 1400 mm
- Spurweite: 2030 mm
- Abmessungen der Ladefläche (L × B × H): 4565 × 2490 × 935 mm
- Höhe Ladekante: 1650 mm
- Reifendimension: 15,00-20" (Niederdruckreifen)
- maximal befahrbare Steigung: 30°
- Wattiefe: 1000 mm
- Wendekreis: 26 m
- Leergewicht: 12.300 kg
- Nutzlast: 7000 kg
- zulässiges Gesamtgewicht: 19.570 kg
- zulässige Anhängelast: 50.000 kg, im Gelände 10.000 kg